# Oliver Haffner
Oliver Haffner (* 4. April 1974 in Germersheim) ist ein deutscher Film- und Theater-Regisseur und Drehbuchautor.

## Werdegang
Haffner wuchs in München auf und begann nach dem Abitur ein Studium der Politikwissenschaft an der Ludwig-Maximilians-Universität München, das er bereits nach dem Grundstudium abbrach. Danach absolvierte er ein Studium der Theaterregie am Wiener Max Reinhardt Seminar. Es folgte eine kurze Assistentenzeit am Wiener Burgtheater.
Haffner begann als freier Regisseur an verschiedenen deutschsprachigen Bühnen zu inszenieren (unter anderen bei den Wiener Festwochen, am Pfalztheater Kaiserslautern, am Schauspielhaus Bochum, am Theater Ulm, am Landestheater Linz, am Theater Regensburg und am Landestheater Niederösterreich). Währenddessen studierte er Spielfilmregie an der Hochschule für Fernsehen und Film München. 
Neben seiner Film- und Theatertätigkeit ist er als Professor für Filmschauspiel und als Studiendekan an der Filmuniversität Babelsberg Konrad Wolf in Potsdam tätig, sowie als freier Dozent an der Musik und Kunst Privatuniversität der Stadt Wien im Bereich Schauspiel.
Haffner lebt und arbeitet in München und Berlin. 

## Inszenierungen (Auswahl)
- 1999: Geschwister von Klaus Mann – Wiener Festwochen
- 2001: Bash – Stücke der letzten Tage von Neil LaBute – Pfalztheater Kaiserslautern
- 2003: Zuversicht und Herrmann von Oliver Haffner (UA) – Schauspielhaus Bochum
- 2004: Die Räuber von Friedrich Schiller – Pfalztheater Kaiserslautern / Theater im Pfalzbau Ludwigshafen
- 2005: Lulu von Frank Wedekind – Pfalztheater Kaiserslautern
- 2005: Drei Schwestern von Anton Tschechow – Landestheater Niederösterreich
- 2006: Kabale und Liebe von Friedrich Schiller – Landestheater Niederösterreich
- 2006: Kochen mit Elvis von Lee Hall – Pfalztheater Kaiserslautern
- 2007: Die Möwe von Anton Tschechow – Westfälisches Landestheater
- 2007: Zugluft von Claudis Lünstedt (UA) – Pfalztheater Kaiserslautern
- 2008: Amphitryon von Heinrich von Kleist – Westfälisches Landestheater
- 2011: Tod eines Handlungsreisenden von Arthur Miller – Landestheater Linz
- 2014: In der Ebene von Pamela Carter (UA) – Theater Ulm
- 2015: Der Goldene Drache von Roland Schimmelpfennig – Theater Ulm
- 2018: Die Nibelungen von Friedrich Hebbel – Pfalztheater

## Filmografie
- 2001: Ex und Hopp (Kurzfilm)
- 2003: Wake Up (Kurzfilm)
- 2004: Männerabend (Kurzfilm)
- 2006: Lecke Milch (Kurzfilm)
- 2010: Mein Leben im Off
- 2014: Ein Geschenk der Götter
- 2018: Wackersdorf

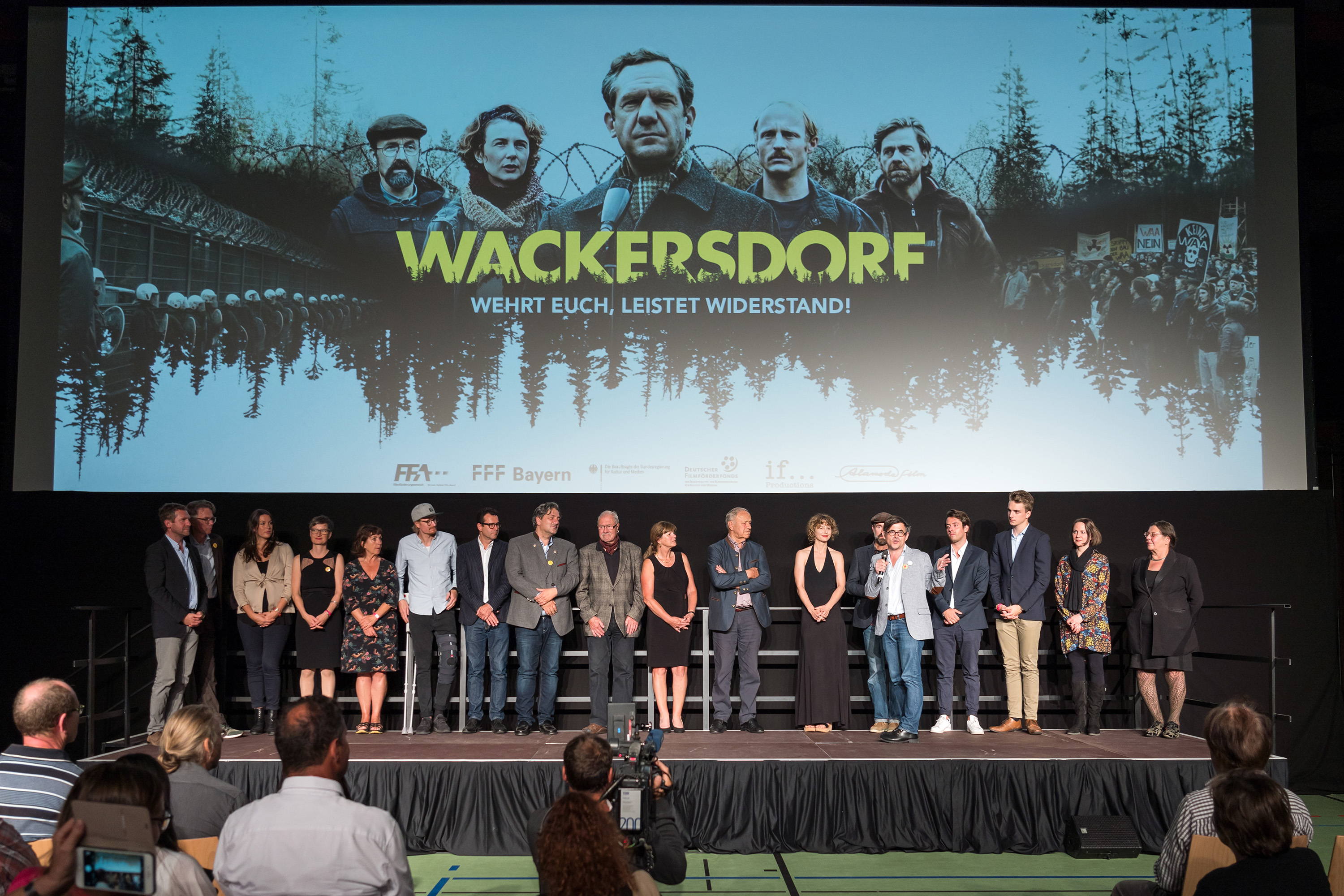
Schauspieler, Filmcrew und Zeitzeugen bei der Deutschlandpremiere des Films „Wackersdorf“ am 19. September 2018

- 2021: Polizeiruf 110: Frau Schrödingers Katze
- 2025: Rosenthal

## Auszeichnungen
- 2006: Regienachwuchspreis der Landeshauptstadt München für Lecke Milch
- 2010: Publikumspreis beim FILMZ – Festival des deutschen Kinos für Mein Leben im Off
- 2011: Publikumspreis der Biberacher Filmfestspiele für Mein Leben im Off
- 2011: Preis der Schülerjury beim Kinofest Lünen für Mein Leben im Off
- 2014: Bayern 2 und SZ Publikumspreis beim Filmfest München für Ein Geschenk der Götter
- 2014: Goldener Biber „Bester Film“ bei den Biberacher Filmfestspielen für Ein Geschenk der Götter
- 2018: Bayern 2 und SZ Publikumspreis für Wackersdorf
- 2018: Bayerischer Filmpreis für Wackersdorf
- 2019: Kulturpreis des Bezirks Oberpfalz für Wackersdorf[5]